# Khu liên hợp thể thao Tancheon
Khu liên hợp thể thao Tancheon (tiếng Hàn Quốc: 탄천종합운동장) là một khu liên hợp thể thao ở Seongnam, Hàn Quốc. Tên gọi ban đầu của khu liên hợp là Khu liên hợp thể thao Seongnam 2, nhưng được đổi tên thành Khu liên hợp thể thao Tancheon vào tháng 1 năm 2006, theo tên của dòng suối Tancheon. Khu liên hợp bao gồm Sân vận động Tancheon, Sân vận động bóng chày Tancheon và các cơ sở thể thao khác.